# Caso por caso
Caso por caso (estilizado Caso x caso) es un programa de televisión peruano producido por el Instituto Nacional de Radio y Televisión del Perú y emitido por TV Perú. El programa se basa en soluciones acerca de problemas sociales.
El programa se estrenó el 20 de abril de 2021, en la segunda ola de la pandemia de COVID-19.

## Formato
El programa es presentado por 2 conductoras, las mismas que hablan acerca de problemas burocrácticos relacionados con temas laborales, de familia, educación, vivienda, derechos, entre otros. Las conductoras se entrevistan con destacados abogados para resolver los casos. Luego para resolver otros casos, las resuelven junto con Fátima Saldonid. Además, presentan información útil para realizar trámites. 